# Helge Mannerberth
Anders Helge Mannerberth, född 8 februari 1918 i Kvarnsjö,  Klövsjö församling, Jämtlands län, död 25 februari 2006 i Strömsund, Ströms församling, Jämtlands län, var en svensk målare och grafiker.

## Biografi
Mannerberth studerade grafik vid Konsthögskolan 1950–1956 och under studieresor till Norge, Finland och Danmark. Separat ställde han ut första gången i Borgsjö 1956, och han medverkade i Nationalmuseums Unga tecknare 1951–1952 samt i utställningen Svart och vitt på Konstakademien 1955. Han medverkade i samlingsutställningar med Jämtlandskonstnärerna i Östersund. Hans konst består huvudsakligen av landskapsmåleri med motiv från Jämtland, Västkusten och Skåne utförda i olika grafiska tekniker. 
Han verkade från 1959 som teckningslärare vid skolorna i bland annat Hoting och Strömsund, samt var även en aktiv fiolspelman.
Mannerberth var son till timmermannen Olof Nilsson och Anna Eriksson, och från 1945 gift med Ingrid Margareta Schröder.